# Renato Prieto
Renato Prieto (Vitória, 11 de setembro de 1955) é um ator e diretor teatral brasileiro famoso por atuações em teatros e filmes com temática espírita, doutrina a qual professa.

## Filmografia

### Cinema
- 2024 - Nosso Lar 2: Os Mensageiros - André Luiz
- 2017 - Menina Índigo - Jair
- 2017 - No Meio de Nós - âncora
- 2010 - Irmã Dulce - Joelson
- 2010 - Nosso Lar - André Luiz
- 2008 - Bezerra de Menezes - O Diário de um Espírito - pedinte
- 2000 - Suicídio Nunca

### Teatro
- 2017 - A Morte é uma Piada 2
- 2013 - Encontros Impossíveis
- 2010 - A morte é uma piada
- 2009 - O semeador de estrelas
- 2008 - E a vida continua
- 2008 - Além da vida
- 2006 - Quem é morto sempre aparece
- 2002 - Divaldo, simplesmente Franco - peça sobre a vida do médium brasileiro Divaldo Pereira Franco
- 2001/02 - Nosso Lar; Vidas Passadas

### Televisão
- 1986 - Sinhá Moça ... Vila